# Jump 'n Bump
Jump 'n Bump è un videogioco libero di tipo platform, distribuito nel 1998 per piattaforma MS-DOS, scritto in C e Assembly da Brainchild Design. Il codice sorgente fu pubblicato nel 1999 in licenza GNU GPL v2+, da quel momento in poi vennero alla luce numerose versioni per molti altri sistemi operativi, grazie alla creazione di una versione SDL.

## Modalità di gioco
L'obiettivo di Jump 'n Bump è molto semplice: ciascun giocatore, impersonando uno dei 4 personaggi (i coniglietti Dott, Jiffy, Fizz, Mijji) cerca di rimbalzare sul capo degli avversari facendoli esplodere, allo scopo di guadagnare un punto. I coniglietti sono controllati dai giocatori sullo stesso computer utilizzando la tastiera, il mouse, e/o il joystick, oppure dal computer, e possono soltanto correre a destra e sinistra e saltare. L'ambiente di gioco è a schermo fisso e contiene piattaforme erbose o rocciose, acqua dove i coniglietti possono tuffarsi e nuotare (tendendo spontaneamente a galleggiare), una molla per fare balzi molto alti e ghiaccio dove si scivola.

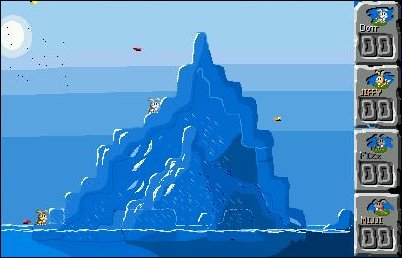
Un livello personalizzato

Sebbene venga tracciato il punteggio dei giocatori, il gioco va avanti indefinitamente fino a che i giocatori non decidono di terminare la partita. Il gioco consente ai giocatori di progettare e condividere livelli personalizzati.